# Liste de statues équestres d'Espagne
Cet article recense les statues équestres en Espagne.

## Liste

### Andalousie
| Œuvre                                                        | Auteur                        | Commune              | Localisation                 | Notes                                     | Installation | Coordonnées                        | Illustration                                                          |
| ------------------------------------------------------------ | ----------------------------- | -------------------- | ---------------------------- | ----------------------------------------- | ------------ | ---------------------------------- | --------------------------------------------------------------------- |
| Statue équestre de Ferdinand Ier d'Aragon                    | Jesús Gavira Alba             | Antequera            | Plaza Coso Viejo             | Ferdinand Ier d'Aragon                    | 2002         | 37° 00′ 59″ nord, 4° 33′ 28″ ouest | Statue équestre de Ferdinand Ier d'Aragon, Antequera                  |
| Statue équestre de Simón Bolívar                             |                               | Cadix                | Avenida Duque de Nájera      | Simón Bolívar                             | 1974         | 36° 32′ 00″ nord, 6° 18′ 22″ ouest | Statue équestre de Simón Bolívar, Cadix                               |
| Monument à la constitution de 1812 (es)                      | Aniceto Marinas (es)          | Cadix                |                              |                                           | 1929         | 36° 32′ 07″ nord, 6° 17′ 36″ ouest | Monument à la constitution de 1812, Cadix                             |
| Statue équestre de José de San Martín                        | Louis-Joseph Daumas           | Cadix                | Plaza San José               | José de San Martín                        | 1975         | 36° 30′ 49″ nord, 6° 16′ 51″ ouest | Image manquante                                                       |
| Statue équestre du Gran Capitán (es)                         | Mateo Inurria                 | Cordoue              | Plaza de las Tendillas (es)  | Gonzalve de Cordoue                       | 1923         | 37° 53′ 04″ nord, 4° 46′ 47″ ouest | Statue équestre du Gran Capitán, Cordoue                              |
| L'Instant précis                                             | Guillermo Pérez Villalta (es) | Grenade              | Ayuntamiento de Granade (es) |                                           |              | 37° 10′ 27″ nord, 3° 35′ 55″ ouest | L'Instant précis, Grenade                                             |
| Statue équestre de Miguel Primo de Rivera                    | Mariano Benlliure             | Jerez de la Frontera | Plaza del Arenal (es)        | Miguel Primo de Rivera                    | 1929         | 36° 40′ 53″ nord, 6° 08′ 16″ ouest | Statue équestre de Miguel Primo de Rivera, Jerez de la Frontera       |
| Cheval trébuchant avec cavalier                              | Salvador Dalí                 | Marbella             | Avenida del Mar              |                                           |              | 36° 30′ 28″ nord, 4° 53′ 11″ ouest | Cheval trébuchant avec cavalier, Marbella                             |
| Trajan à cheval                                              | Salvador Dalí                 | Marbella             | Avenida del Mar              | Trajan                                    |              | 36° 30′ 28″ nord, 4° 53′ 11″ ouest | Trajan à cheval, Marbella                                             |
| Monument à Don Quichotte                                     | Aurelio Teno (es)             | Nerja                | Calle Málaga                 | Don Quichotte                             |              | 36° 44′ 39″ nord, 3° 52′ 44″ ouest | Monument à Don Quichotte, Nerja                                       |
| Monument à Don Quichotte                                     | Aurelio Teno (es)             | Pozoblanco           |                              | Don Quichotte                             |              | 38° 22′ 52″ nord, 4° 50′ 57″ ouest | Monument à Don Quichotte, Pozoblanco                                  |
| Statue équestre de Simón Bolívar (es)                        | Emilio Laíz Campos            | Séville              | Parc de María Luisa          | Simón Bolívar                             | 1981         | 37° 22′ 23″ nord, 5° 59′ 24″ ouest | Statue équestre de Simón Bolívar, Séville                             |
| Statue équestre du Cid Campeador (es)                        | Anna Hyatt Huntington         | Séville              | Prado de San Sebastian       | Rodrigo Díaz de Vivar                     | 1927         | 37° 22′ 47″ nord, 5° 59′ 21″ ouest | Statue équestre du Cid Campeador, Séville                             |
| Statue équestre de Ferdinand III (es)                        | Joaquín Bilbao (es)           | Séville              | Plaza Nueva                  | Ferdinand III de Castille                 | 1924         | 37° 23′ 19″ nord, 5° 59′ 44″ ouest | Statue équestre de Ferdinand III, Séville                             |
| Statue équestre de María de las Mercedes de Borbón y Orleans | Miguel Garcia Delgado         | Séville              | Paseo de Colón               | María de las Mercedes de Borbón y Orleans | 2008         | 37° 23′ 03″ nord, 5° 59′ 51″ ouest | Statue équestre de María de las Mercedes de Borbón y Orleans, Séville |
| The Scout (es)                                               | Cyrus Edwin Dallin            | Séville              | Avenida de Kansas City       |                                           | 1992         | 37° 23′ 36″ nord, 5° 58′ 16″ ouest | The Scout, Séville                                                    |

### Aragon
| Œuvre                                      | Auteur         | Commune   | Localisation                      | Notes                   | Installation | Coordonnées                        | Illustration                                          |
| ------------------------------------------ | -------------- | --------- | --------------------------------- | ----------------------- | ------------ | ---------------------------------- | ----------------------------------------------------- |
| Athlète moderne                            | Pablo Gargallo | Saragosse | Musée Pablo Gargallo (es), parvis |                         |              | 41° 39′ 17″ nord, 0° 52′ 56″ ouest | Athlète moderne, Saragosse                            |
| Cavalier                                   | Pablo Gargallo | Saragosse | Musée Pablo Gargallo (es), parvis |                         |              | 41° 39′ 17″ nord, 0° 52′ 57″ ouest | Cavalier, Saragosse                                   |
| Statue équestre de José de Palafox y Melzi | Iñaki          | Saragosse | Plaza de José María Forqué        | José de Palafox y Melzi | 2000         | 41° 39′ 12″ nord, 0° 53′ 18″ ouest | Statue équestre de José de Palafox y Melzi, Saragosse |

### Îles Baléares
| Œuvre                                   | Auteur                     | Commune | Localisation    | Notes                | Installation | Coordonnées                      | Illustration                                   |
| --------------------------------------- | -------------------------- | ------- | --------------- | -------------------- | ------------ | -------------------------------- | ---------------------------------------------- |
| Statue équestre de Jacques Ier d'Aragon | Enric Clarasó i Daudí (ca) | Palma   | Plaça d'Espanya | Jacques Ier d'Aragon | 1929         | 39° 34′ 33″ nord, 2° 39′ 14″ est | Statue équestre de Jacques Ier d'Aragon, Palma |

### Cantabrie
| Œuvre                    | Auteur             | Commune | Localisation           | Notes | Installation | Coordonnées                        | Illustration                    |
| ------------------------ | ------------------ | ------- | ---------------------- | ----- | ------------ | ---------------------------------- | ------------------------------- |
| Hommage au médecin rural | Ramón Ruiz Lloreda | Potes   | Plaza del Ayuntamiento |       | 1986         | 43° 27′ 43″ nord, 3° 48′ 38″ ouest | Hommage au médecin rural, Potes |

### Castille-et-León
| Œuvre                                            | Auteur                        | Commune    | Localisation          | Notes                 | Installation | Coordonnées                        | Illustration                                            |
| ------------------------------------------------ | ----------------------------- | ---------- | --------------------- | --------------------- | ------------ | ---------------------------------- | ------------------------------------------------------- |
| El Cid Campeador                                 | Juan Cristóbal González       | Burgos     | Plaza del Mío Cid     | Rodrigo Díaz de Vivar | 1955         | 42° 20′ 27″ nord, 3° 41′ 59″ ouest | El Cid Campeador, Burgos                                |
| Statue équestre de Diego de Castille             | Juan de Ávalos y Taborda (es) | Burgos     | Plaza de Santa Teresa | Diego de Castille     | 1983         | 43° 09′ 16″ nord, 4° 37′ 27″ ouest | Statue équestre de Diego de Castille, Burgos            |
| Templier                                         | Oscar Alvariño Belinchón      | Ponferrada |                       |                       | 1988         | 42° 32′ 49″ nord, 6° 36′ 17″ ouest | Templier, Ponferrada                                    |
| Cavalier médiéval                                | Pedro Requejo Novoa           | Salamanque | Gare de Salamanque    |                       | 2000         | 40° 58′ 19″ nord, 5° 38′ 58″ ouest | Cavalier médiéval, Salamanque                           |
| Monument au vaquero charro                       | Venancio Blanco (es)          | Salamanque | Plaza de España       |                       | 1986         | 40° 58′ 06″ nord, 5° 39′ 31″ ouest | Monument au vaquero charro, Salamanque                  |
| Monument aux chasseurs à cheval d'Alcántara (es) | Venancio Blanco (es)          | Valladolid | Plaza de Zorrilla     |                       | 1931         | 41° 38′ 52″ nord, 4° 43′ 50″ ouest | Monument aux chasseurs à cheval d'Alcántara, Valladolid |

### Castille-La Manche
| Œuvre                                       | Auteur                 | Commune             | Localisation        | Notes                       | Installation | Coordonnées                        | Illustration                                        |
| ------------------------------------------- | ---------------------- | ------------------- | ------------------- | --------------------------- | ------------ | ---------------------------------- | --------------------------------------------------- |
| Monument à Don Quichotte                    |                        | Alcázar de San Juan | Plaza de España     | Don Quichotte, Sancho Panza |              | 39° 23′ 24″ nord, 3° 12′ 37″ ouest | Monument à Don Quichotte, Alcázar de San Juan       |
| Statue équestre de Diego de Almagro         | Joaquín García Donaire | Almagro             | Plaza Mayor         | Diego de Almagro            | 1954         | 38° 53′ 19″ nord, 3° 42′ 46″ ouest | Statue équestre de Diego de Almagro, Almagro        |
| Monument à Don Quichotte                    |                        | Campo de Criptana   |                     | Don Quichotte               |              | 39° 24′ 13″ nord, 3° 07′ 35″ ouest | Monument à Don Quichotte, Campo de Criptana         |
| Monument à Don Quichotte                    |                        | Ciudad Real         | Plaza del Pilar     | Don Quichotte               |              | 38° 59′ 00″ nord, 3° 55′ 43″ ouest | Monument à Don Quichotte, Ciudad Real               |
| Statue équestre d'Alphonse VIII de Castille | Javier Barrios         | Cuenca              | Plaza Obispo Valero | Alphonse VIII de Castille   | 2010         | 40° 04′ 14″ nord, 2° 08′ 15″ ouest | Statue équestre d'Alphonse VIII de Castille, Cuenca |
| Statue équestre d'Alphonse VI de León       | Luis Martín de Vidales | Tolède              |                     | Alphonse VI de León         | 2003         | 39° 52′ 11″ nord, 4° 01′ 15″ ouest | Statue équestre d'Alphonse VI de León, Tolède       |
| Monument à Don Quichotte                    |                        | Valdepeñas          |                     | Don Quichotte               |              | 38° 45′ 28″ nord, 3° 23′ 07″ ouest | Monument à Don Quichotte, Valdepeñas                |

### Catalogne
| Œuvre                                        | Auteur                                                      | Commune                    | Localisation                                              | Notes                             | Installation | Coordonnées                        | Illustration                                        |
| -------------------------------------------- | ----------------------------------------------------------- | -------------------------- | --------------------------------------------------------- | --------------------------------- | ------------ | ---------------------------------- | --------------------------------------------------- |
| Barcelone (es)                               | Frederic Marès i Deulovol                                   | Barcelone                  | Place de Catalogne                                        |                                   | 1928         | 41° 23′ 15″ nord, 2° 10′ 13″ est   | Barcelone, Barcelone                                |
| Cavaliers olympiques                         | Pablo Gargallo                                              | Barcelone                  | Stade olympique Lluís-Companys                            |                                   | 1929         | 41° 21′ 57″ nord, 2° 09′ 21″ est   | Cavaliers olympiques, Barcelone                     |
| Saint Georges                                | Andreu Aleu i Teixidor (ca)                                 | Barcelone                  | Palais de la Généralité de Catalogne, façade              | Georges de Lydda                  | 1872         | 41° 22′ 58″ nord, 2° 10′ 36″ est   | Saint Georges, Barcelone                            |
| Fontaine Saint Georges                       | Emili Colom                                                 | Barcelone                  | Cathedrale, cloître                                       | Georges de Lydda                  | 1970         | 41° 23′ 02″ nord, 2° 10′ 35″ est   | Fontaine Saint Georges, Barcelone                   |
| Fontaine Saint Georges                       | Frederic Galcerà Alabart                                    | Barcelone                  | Palais de la Généralité de Catalogne, pati dels Tarongers | Georges de Lydda                  | 1926         | 41° 23′ 00″ nord, 2° 10′ 34″ est   | Fontaine Saint Georges, Barcelone                   |
| Saint Georges (ca)                           | Josep Llimona                                               | Barcelone                  | Mirador del Llobregat (ca)                                | Georges de Lydda                  | 1924         | 41° 22′ 02″ nord, 2° 08′ 38″ est   | Saint Georges, Barcelone                            |
| Saint Georges terrassant le Dragon           | Pere Johan                                                  | Barcelone                  | Palais de la Généralité de Catalogne                      | Georges de Lydda                  | 1418         | 41° 22′ 59″ nord, 2° 10′ 36″ est   | Saint Georges terrassant le Dragon, Barcelone       |
| Saint Jacques                                | Manuel Fuxà i Leal (ca)                                     | Barcelone                  | Plaça de Sant Jaume                                       | Jacques de Zébédée                | 1903         | 41° 22′ 58″ nord, 2° 10′ 39″ est   | Saint Jacques, Barcelone                            |
| Statue équestre de Longin                    | Josep Maria Subirachs                                       | Barcelone                  | Sagrada Família, façade de la Passion                     |                                   | 1996         | 41° 23′ 15″ nord, 2° 10′ 13″ ouest | Statue équestre de Longin, Barcelone                |
| Statue équestre de Juan Prim (ca)            | Lluís Puiggener i Fernández (ca), Frederic Marès i Deulovol | Barcelone                  | Parc de la Ciutadella                                     | Juan Prim                         | 1887         | 41° 23′ 11″ nord, 2° 11′ 12″ est   | Statue équestre de Juan Prim, Barcelone             |
| Statue équestre de Raimond-Bérenger III (ca) | Josep Llimona                                               | Barcelone                  |                                                           | Raimond-Bérenger III de Barcelone | 1888         | 41° 23′ 04″ nord, 2° 10′ 40″ est   | Statue équestre de Raimond-Bérenger III, Barcelone  |
| Uranus (es)                                  | Pablo Gargallo                                              | Barcelone                  | Casa de la Ciutat (Barcelone) (ca)                        |                                   | 1933         | à géolocaliser                     | Uranus, Barcelone                                   |
| Statue équestre de Borrell II (ca)           | Josep Maria Subirachs                                       | Cardona                    | Plaça de la Fira                                          | Borrell II                        | 1986         | 41° 54′ 49″ nord, 1° 40′ 48″ est   | Statue équestre de Borrell II, Cardona              |
| Statue équestre de Juan Prim                 | Lluís Puiggener i Fernández (ca)                            | Reus                       | Plaça de Prim                                             | Juan Prim                         | 1891         | 41° 09′ 22″ nord, 1° 06′ 24″ est   | Statue équestre de Juan Prim, Reus                  |
| Fontaine du comte Arnau                      | Josep Maria Camps i Arnau (ca)                              | Sant Joan de les Abadesses | Plaça de Josep Anselm Clavé                               | Comte Arnau                       | v. 1920      | 42° 14′ 03″ nord, 2° 17′ 12″ est   | Fontaine du comte Arnau, Sant Joan de les Abadesses |

### Estrémadure
| Œuvre                                       | Auteur                     | Commune    | Localisation            | Notes                     | Installation | Coordonnées                        | Illustration                                          |
| ------------------------------------------- | -------------------------- | ---------- | ----------------------- | ------------------------- | ------------ | ---------------------------------- | ----------------------------------------------------- |
| Statue équestre de Hernando de Soto         | Fortunato da Silva         | Barcarrota |                         | Hernando de Soto          | 2000         | 38° 30′ 56″ nord, 6° 51′ 05″ ouest | Statue équestre de Hernando de Soto, Barcarrota       |
| Saint Georges                               | José Rodríguez             | Cáceres    | Plaza de San Jorge (es) | Georges de Lydda          | 1963         | 39° 28′ 26″ nord, 6° 22′ 13″ ouest | Saint Georges, Cáceres                                |
| Statue équestre d'Auguste                   | Eduardo Zancada (es)       | Mérida     |                         | Auguste                   | 2007         | 38° 54′ 18″ nord, 6° 21′ 51″ ouest | Statue équestre d'Auguste, Mérida                     |
| Statue équestre de Marcus Vipsanius Agrippa | Eduardo Zancada (es)       | Mérida     |                         | Marcus Vipsanius Agrippa  | 2007         | 38° 55′ 38″ nord, 6° 21′ 13″ ouest | Image manquante                                       |
| Statue équestre d'Alphonse VIII de Castille | Estanislao García Olivares | Plasence   |                         | Alphonse VIII de Castille | 1995         | 40° 01′ 50″ nord, 6° 05′ 11″ ouest | Statue équestre d'Alphonse VIII de Castille, Plasence |
| Statue équestre de Francisco Pizarro (es)   | Charles Cary Rumsey        | Trujillo   | Plaza Major             | Francisco Pizarro         | 1926         | 39° 27′ 39″ nord, 5° 52′ 53″ ouest | Statue équestre de Francisco Pizarro, Trujillo        |

### Communauté de Madrid
| Œuvre                                               | Auteur                                            | Commune | Localisation             | Notes                         | Installation | Coordonnées                        | Illustration                                             |
| --------------------------------------------------- | ------------------------------------------------- | ------- | ------------------------ | ----------------------------- | ------------ | ---------------------------------- | -------------------------------------------------------- |
| Monument à Alphonse XII (es)                        | Mariano Benlliure                                 | Madrid  | Parc du Retiro           | Alphonse XII                  | 1909         | 40° 25′ 02″ nord, 3° 40′ 59″ ouest | Monument à Alphonse XII, Madrid                          |
| Monument à Serafín et Joaquín Álvarez Quintero (es) | Lorenzo Coullaut-Valera, Federico Coullaut-Valera | Madrid  | Parc du Retiro           | Joaquín Álvarez Quintero      |              | 40° 25′ 11″ nord, 3° 40′ 56″ ouest | Monument à Serafín et Joaquín Álvarez Quintero, Madrid   |
| Statue équestre de Simón Bolívar                    | Emilio Laíz Campos                                | Madrid  | Parc de l'Ouest          | Simón Bolívar                 | 1970         | 40° 25′ 56″ nord, 3° 43′ 40″ ouest | Statue équestre de Simón Bolívar, Madrid                 |
| Monument à Miguel de Cervantes (es)                 | Lorenzo Coullaut-Valera                           | Madrid  | Place d'Espagne          | Don Quichotte, Sancho Panza   | 1930         | 40° 25′ 24″ nord, 3° 42′ 45″ ouest | Monument à Miguel de Cervantes, Madrid                   |
| Statue équestre de Charles III (es)                 | Miguel Ángel Rodríguez, Eduardo Zancada (es)      | Madrid  | Puerta del Sol           | Charles III (roi d'Espagne)   | 1994         | 40° 25′ 01″ nord, 3° 42′ 13″ ouest | Statue équestre de Charles III, Madrid                   |
| Statue équestre de Baldomero Espartero (es)         | Pablo Gibert                                      | Madrid  | Rue d'Alcalá             | Baldomero Espartero           | 1886         | 40° 25′ 16″ nord, 3° 41′ 01″ ouest | Statue équestre de Baldomero Espartero, Madrid           |
| Statue équestre de Manuel Gutiérrez de la Concha    | Andreu Aleu i Teixidor (ca)                       | Madrid  | Plaza del Doctor Marañón | Manuel Gutiérrez de la Concha | 1885         | 40° 26′ 17″ nord, 3° 41′ 27″ ouest | Statue équestre de Manuel Gutiérrez de la Concha, Madrid |
| Monument à Isabelle la Catholique                   | Manuel Oms y Canet                                | Madrid  |                          | Isabelle la Catholique        | 1883         | 40° 26′ 25″ nord, 3° 41′ 27″ ouest | Monument à Isabelle la Catholique, Madrid                |
| Statue équestre d'Arsenio Martínez-Campos (es)      | Mariano Benlliure                                 | Madrid  | Parc du Retiro           | Arsenio Martínez-Campos Antón | 1907         | 40° 25′ 04″ nord, 3° 40′ 51″ ouest | Statue équestre d'Arsenio Martínez-Campos, Madrid        |
| Statue équestre de Bernardo O'Higgins               | Claudio Caraca                                    | Madrid  | Parc de l'Ouest          | Bernardo O'Higgins            | 1998         | 40° 26′ 02″ nord, 3° 44′ 01″ ouest | Image manquante                                          |
| Statue équestre de Philippe III (es)                | Jean Bologne, Pietro Tacca                        | Madrid  | Plaza Mayor              | Philippe III (roi d'Espagne)  | 1616         | 40° 24′ 55″ nord, 3° 42′ 26″ ouest | Statue équestre de Philippe III, Madrid                  |
| Statue équestre de Philippe IV                      | Pietro Tacca                                      | Madrid  | Place de l'Orient        | Philippe IV (roi d'Espagne)   | 1640         | 40° 25′ 06″ nord, 3° 42′ 44″ ouest | Statue équestre de Philippe IV, Madrid                   |
| Los Portadores de la Antorcha                       | Anna Hyatt Huntington                             | Madrid  | Plaza de Ramón y Cajal   |                               | 1955         | 40° 26′ 38″ nord, 3° 43′ 34″ ouest | Los Portadores de la Antorcha, Madrid                    |
| Statue équestre de José de San Martín               | Louis-Joseph Daumas                               | Madrid  | Parc de l'Ouest          | José de San Martín            | 1961         | 40° 26′ 12″ nord, 3° 43′ 22″ ouest | Statue équestre de José de San Martín, Madrid            |

### Pays basque
| Œuvre                             | Auteur                  | Commune         | Localisation              | Notes                       | Installation | Coordonnées                        | Illustration                                       |
| --------------------------------- | ----------------------- | --------------- | ------------------------- | --------------------------- | ------------ | ---------------------------------- | -------------------------------------------------- |
| Monument à Don Quichotte          | Lorenzo Coullaut-Valera | Saint-Sébastien |                           | Don Quichotte, Sancho Panza | 1923         | 43° 19′ 09″ nord, 1° 59′ 05″ ouest | Monument à Don Quichotte, Saint-Sébastien          |
| Monument à la bataille de Vitoria | Gabriel Borrás Abellá   | Vitoria-Gasteiz | Place de la Virgen Blanca | Miguel Ricardo de Álava     | 1917         | 42° 50′ 48″ nord, 2° 40′ 24″ ouest | Monument à la bataille de Vitoria, Vitoria-Gasteiz |

### La Rioja
| Œuvre                                       | Auteur       | Commune | Localisation      | Notes               | Installation | Coordonnées                        | Illustration                                    |
| ------------------------------------------- | ------------ | ------- | ----------------- | ------------------- | ------------ | ---------------------------------- | ----------------------------------------------- |
| Statue équestre de Baldomero Espartero (es) | Pablo Gibert | Logroño | Paseo del Espolón | Baldomero Espartero | 1895         | 42° 27′ 53″ nord, 2° 26′ 45″ ouest | Statue équestre de Baldomero Espartero, Logroño |

### Communauté valencienne
| Œuvre                                   | Auteur                            | Commune | Localisation               | Notes                 | Installation | Coordonnées                        | Illustration                                     |
| --------------------------------------- | --------------------------------- | ------- | -------------------------- | --------------------- | ------------ | ---------------------------------- | ------------------------------------------------ |
| Statue équestre de Ramón Cabrera        |                                   | Morella | Château de Morella         | Ramón Cabrera         | 2006         | à géolocaliser                     | Statue équestre de Ramón Cabrera, Morella        |
| Statue équestre du Cid Campeador        | Anna Hyatt Huntington             | Valence | Plaça d'Espanya (ca)       | Rodrigo Díaz de Vivar | 1960         | 39° 27′ 54″ nord, 0° 22′ 53″ ouest | Statue équestre du Cid Campeador, Valence        |
| Saint Georges                           |                                   | Valence | Fontilles (ca)             | Georges de Lydda      |              | à géolocaliser                     | Saint Georges, Valence                           |
| Statue équestre de Jacques Ier d'Aragon | Agapit Vallmitjana i Barbany (ca) | Valence | Plaça d'Alfons el Magnànim | Jacques Ier d'Aragon  | 1891         | 39° 28′ 19″ nord, 0° 22′ 14″ ouest | Statue équestre de Jacques Ier d'Aragon, Valence |
| Los Portadores de la Antorcha           | Anna Hyatt Huntington             | Valence |                            |                       | 1954         | à géolocaliser                     | Los Portadores de la Antorcha, Valence           |